# Dichomeris hamulifera
Dichomeris hamulifera is een vlinder uit de familie van de tastermotten (Gelechiidae). De wetenschappelijke naam van de soort is voor het eerst geldig gepubliceerd in 2010 door H.H. Li, H. Zhen & R.C. Kendrick.

## Type
- holotype: "male, 8.VIII.1999. leg. R.C. Kendrick. genitalia slide no. ZH06355"
- instituut: ICCLS, Tianjin, China
- typelocatie: "China, Kadoori Institute, Shek Kong, N. T., 22°15'N, 114°04'E, Hong Kong utm, 50Q KK029832"